# 古市町 (広島県)
古市町（ふるいちちょう）は、広島県安佐郡にあった村。現在の広島市安佐南区の一部にあたる。

## 地理
太田川西岸の沖積地低地に位置していた。中央部に古川、西端に安川が流れていた。

## 歴史
- 1889年（明治22年）4月1日、町村制の施行により、高宮郡中筋古市村、東野村が合併して村制施行し、三川村が発足[3][2]。旧村名を継承した中筋古市、東野の2大字を編成[2]。
- 1898年（明治31年）10月1日、郡の統合により安佐郡に所属[3][2]。
- 1943年（昭和18年）10月1日、三川村が町制施行して改名し古市町が発足[1][4]。中筋、古市、東野の3大字を編成[4]。
  - 同年、太田川、安川の大水害により大きな被害が発生[4]。
- 1955年（昭和30年）7月1日、安佐郡安村と合併し、安古市町を新設して廃止された[1][4]。

### 地名の由来
武田氏の拠った佐東銀山城下に発達した市場に起源があると思われる。

## 産業
- 農業、麻織物[2]

## 交通

### 鉄道
- 1909年（明治42年）広島電気軌道（現可部線）横川～上八木間開通し古市橋駅開設[4]。